# Артамет
Артамет (вірм. Արտամետ) — село в марзі Армавір, на заході Вірменії. Село розташоване за 80 км від Єревана та за 12 км від кордону з Туреччиною. Село засноване у 1982 р. У 1991 р. 650 сімей вимушених переселенців з Нагірного Карабаху були вимушені переселитися у це село. Всі вимушені переселенці, окрім 2 сімей з тієї кількості вже покинули це село.